# Gordon Bajnai

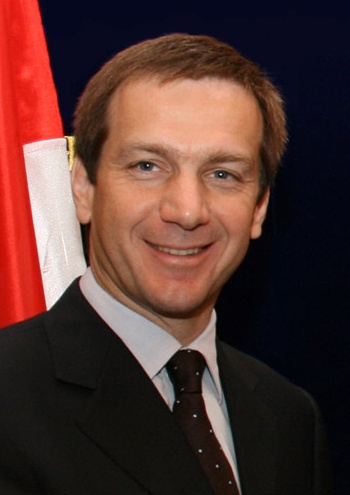
Gordon Bajnai (2009)

György Gordon Bajnai (* 5. März 1968 in Szeged) ist ein ungarischer Politiker und war vom 14. April 2009 bis zum 29. Mai 2010 Ministerpräsident Ungarns. Bis zu seiner Wahl zum Ministerpräsidenten war er Minister für Nationale Entwicklung und Wirtschaft. Bajnai wurde durch ein konstruktives Misstrauensvotum gegen seinen Vorgänger, den Regierungschef Ferenc Gyurcsány, vom Parlament in dieses Amt gewählt.

## Leben
In den letzten Jahren vor der politischen „Wende“ 1989 gehörte Bajnai dem sozialistischen Jugendverband der Volksrepublik Ungarn an, hatte dort aber keine Führungsposition inne. Er studierte ab 1991 Internationale Beziehungen an der Budapester Universität für Wirtschaftliche Studien (heute: Corvinus-Universität Budapest). Im selben Jahr übernahm er erstmals einen Posten in der freien Wirtschaft (Finanzgruppe Creditum). Bis 2006 blieb er durchgehend in der Privatwirtschaft tätig, vor allem bei mehreren Finanzgruppen. 2003 wurde er vom Industriellenverband Ungarns zum „Jungmanager des Jahres“ gewählt.
Bajnai ist verheiratet und hat zwei Kinder.

## Politische Karriere
Erst 2006 übernahm er erstmals eine politische Funktion, als er von Ministerpräsident Gyurcsány (den er noch im kommunistischen Jugendverband KISZ kennengelernt hatte) zum Regierungskommissar für Entwicklungspolitik der Nationalen Entwicklungsagentur ernannt wurde. Nur ein Jahr später wurde er als Minister für Lokale Selbstverwaltung und Regionale Entwicklung ins Kabinett berufen. 2008 wechselte er ins Ressort für Nationale Entwicklung und Wirtschaft. Am 29. März 2009 wurde er von Ministerpräsident Gyurcsány selbst als neuer Regierungschef nominiert. Gyurcsány hatte wegen mangelnden Rückhalts in der Bevölkerung kurz zuvor seinen Rücktritt angekündigt und erklärt, er wolle einen Wirtschaftsexperten mittels konstruktivem Misstrauensvotum zu seinem Nachfolger wählen lassen. Bajnai nahm die Nominierung an und kündigte unmittelbar darauf einen noch härteren Reformkurs wegen den Auswirkungen der Weltwirtschaftskrise 2008 an, der schmerzhafte Einschnitte für „jeden Ungarn“ mit sich bringen würde, aber unvermeidlich sei.

## Kontroversen
2000 bis 2005 war Bajnai Vorsitzender des Mischkonzerns Wallis Rt. (AG). Für seine Handlungen und Entscheidungen in dieser Position wird er bis heute stark kritisiert. Nach der Übernahme und anschließenden Abwicklung des Geflügelverarbeitungsbetriebs Hajdú-Bét Rt. durch die Wallis Rt. soll Bajnai nicht genug unternommen haben, um die Pleite zu verhindern. Die inzwischen in Konkurs gegangene Firma hat bei den Zulieferern bis heute 5,5 Milliarden Forint Schulden ausstehen. Deswegen sind zahlreiche Familienbetriebe, die die Firma Hajdú-Bét mit Geflügel beliefert haben, in starke finanzielle und existenzielle Nöte geraten. Im Zuge der Pleite begingen neun Landwirte Selbstmord. Ebenfalls kritisch gesehen wird, dass sowohl bei der Übernahme von Hajdú-Bét durch Wallis als auch beim Konkurs zypriotische Off-Shore-Firmen involviert waren. Bajnai ist nicht juristisch belangt worden und betont, dass es keine juristischen Verstöße gegeben habe.